# Creagrutus changae
Creagrutus changae és una espècie de peix de la família dels caràcids i de l'ordre dels caraciformes.

## Morfologia
- Els mascles poden assolir 6,7 cm de llargària total.[4]

## Hàbitat
Viu en zones de clima tropical.

## Distribució geogràfica
Es troba a Sud-amèrica: afluents occidentals del riu Ucayali a Junín, Pasco i Huanuco (Perú).